# Marco Fenoglio
Marco Fenoglio (Cuneo, 16 marzo 1970) è un allenatore di pallavolo italiano, tecnico del Fenerbahçe.

## Carriera
La carriera di Marco Fenoglio inizia come secondo di Emanuele Zanini alla guida della Gabeca tra il 2000-01 e il 2002-03 e collaboratore di Andrea Anastasi per un triennio nel corso della sua esperienza alla guida della nazionale italiana (1999-2003).
Segue quindi il Nano come vice allenatore e preparatore atletico al Piemonte nelle stagioni 2003-04 e 2004-05; parallelamente, per un biennio, collabora inoltre come assistente allenatore e preparatore atletico della Germania guidata da Stelian Moculescu.
Passato alla pallavolo femminile nella stagione 2005-06, al primo anno da primo allenatore conquista lo scudetto femminile e la Coppa Italia con il Bergamo, mentre l'anno successivo si aggiudica la Champions League sempre al timone della formazione lombarda; termina però anzitempo la stagione risolvendo consensualmente il contratto con la società orobica in seguito all'eliminazione della formazione bergamasca dai playoff scudetto.
Nel 2007-08 allena il Chieri ancora in A1 femminile, non andando tuttavia oltre l'undicesimo posto. Passa ad allenare nel campionato maschile nel novembre 2008, ingaggiato dalla Fenice Volley Isernia in Serie A2, rimanendo alla guida della formazione molisana fino al gennaio 2010, quando viene esonerato. Ritorna quindi nello staff di Zanini come secondo allenatore della Nazionale slovacca dal 2009 al 2011, del Perugia Volley nella stagione 2010-11 e della Gabeca in quella successiva.
Riprende la propria carriera da primo allenatore guidando l'Altotevere Volley nel massimo campionato italiano maschile durante la stagione 2012-2013 e scendendo di categoria in quella successiva, sulla panchina dell'Argos, in Serie A2; termina anzitempo il campionato, sollevato dall'incarico il 14 aprile 2014.
Nell'annata 2014-15 si aggiudica coppa nazionale e campionato come assistente allenatore di Stelian Moculescu, con cui aveva già collaborato in passato, nella formazione tedesca del Friedrichshafen, proseguendo in tale veste anche nel campionato successivo; lascia tuttavia la Germania e la pallavolo maschile nel corso della stagione 2015-16 per sedere sulla panchina dell'AGIL in seguito all'esonero di Luciano Pedullà. Nella stagione 2016-17 conduce la squadra novarese allo scudetto.
Nel corso del campionato 2017-18 subentra all'esonerato Marco Gaspari alla guida del River.
Nel marzo 2018 viene ufficializzato l'accordo con la Federazione pallavolistica della Slovacchia che lo porta alla guida della nazionale maggiore femminile; resta in carica fino al termine del 2021, quando viene sostituito da Michal Mašek.
Nella stagione 2018-19 viene ingaggiato dal Mondovì in Serie A2 maschile, che lascia alla fine di novembre 2019 per legarsi nuovamente alla formazione femminile di Bergamo per la seconda parte della Serie A1 2019-20; nella stagione seguente si trasferisce quindi all'UYBA, sempre nel massimo campionato femminile italiano, sulla cui panchina rimane tuttavia fino all'inizio di dicembre, quando viene risolto consensualmente il rapporto di collaborazione con la formazione di Busto Arsizio.
Nel dicembre 2021 torna alla guida di una squadra di club, accettando la proposta delle greche del PAOK con cui disputa la seconda parte della Volley League nella stagione 2021-22 e restandovi anche nella stagione seguente. Nel campionato 2023-24 approda al Chemik Police, nella Liga Siatkówki Kobiet, conquistando la Supercoppa polacca.

## Palmarès
- Campionato italiano: 2

2005-06, 2016-17
- Campionato tedesco: 1

2014-15
- Campionato polacco: 1

2023-24
- Coppa Italia: 1

2005-06
- Coppa di Germania: 1

2014-15
- Supercoppa polacca: 1

2023
- Supercoppa turca: 1

2024
- Coppa di Turchia: 1

2024-2025
- Champions League: 1

2006-07